# 西利娅·莱赫蒂宁
西利娅·莱赫蒂宁（芬蘭語：Silja Lehtinen，1985年11月5日—），芬兰女子帆船运动员。她曾代表芬兰参加2008年和2012年夏季奥林匹克运动会帆船比赛，其中2012年奥运会获得一枚铜牌。